# Nordspange
Die Nordspange ist eine Ost-West-Verbindung mit Kreuzung der Iller im Norden der kreisfreien Stadt Kempten (Allgäu). Die Gesamtkosten des Projektes betrugen etwa 13,1 Millionen Euro. Das Bauprojekt gilt seit der Fertigstellung des Mittleren Rings als nächstgrößtes Straßenbauprojekt in der Stadtgeschichte. Die Eröffnung fand am 6. November 2015 statt.
Hauptziel ist eine effiziente Verbindung der auf beiden Illerufern gelegenen Gewerbegebiete sowie eine Entlastung der Innenstadt vom Individualverkehr. Damit wird auch die A 7 vom westlichen Illerufer besser erreicht.
Das Brückenbauwerk heißt wegen der Nähe zur Riederau Riederaubrücke. Des Weiteren heißen Straßenteile der Nordspange Thomas-Dachser-Straße und Johann-Abt-Straße.

## Bau

### Planungsphase
Die Nordspange soll die Kaufbeurer Straße im Osten mit der Memminger Straße im Westen verbinden. Damit entsteht eine Querverbindung im Norden Kemptens sowie eine Entlastung des Adenauerrings, der Kaufbeurer Straße und des Knotenpunkts Berliner Platz. Im weiteren Verlauf soll die Kaufbeurer Straße stadteinwärts um eine weitere Spur erweitert werden, um in den Spitzenzeiten größere Kapazitäten zu schaffen.
Die Nordspange ist mit einer Fahrbahnbreite von 7,5 Meter geplant. Die Verbindungstrasse verläuft im Talraum der Iller auf einer bis zu 4 Meter hohen Aufschüttung. Für den Bau müssen verschiedene Maßnahmen wegen Arten-, Landschafts- und Wasserschutz ergriffen werden. Unter anderem wurde der Ursulasrieder Bach verlegt sowie eine künstliche Aue angelegt.

### Bauverlauf
Beim ersten Spatenstich am 14. Mai 2012 verunglückte der Innenminister Joachim Herrmann mit einem ca. 38 Tonnen schweren Kettenbagger vom Typ Liebherr R 944, den er für den Stich bedienen wollte. Der Bagger stürzte dabei um, wobei der in der Steuerkabine befindliche Innenminister leicht verletzt wurde. Dies erzeugte ein internationales Presseecho, unter anderem wurde der Spatenanstich mit dem Bagger als unvorbildlich und gefährlich kritisiert. Der Spatenstich wurde von einer Demonstration gegen den Bau der Nordspange begleitet. Argumente der Demonstranten waren die Unnötigkeit, die Kosten des Projekts sowie die Beschädigung der Naturräume.

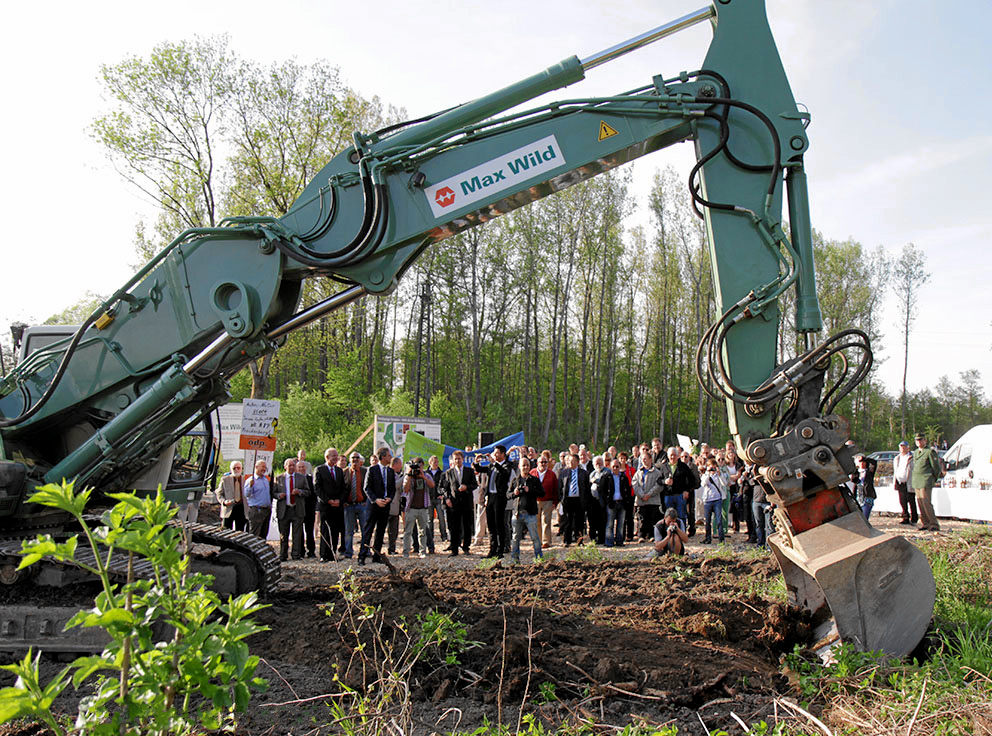
Der vom Innenminister Joachim Herrmann bediente Kettenbagger Liebherr R 944 mit Verstellausleger, im Hintergrund Zuschauer und protestierende Umweltaktivisten
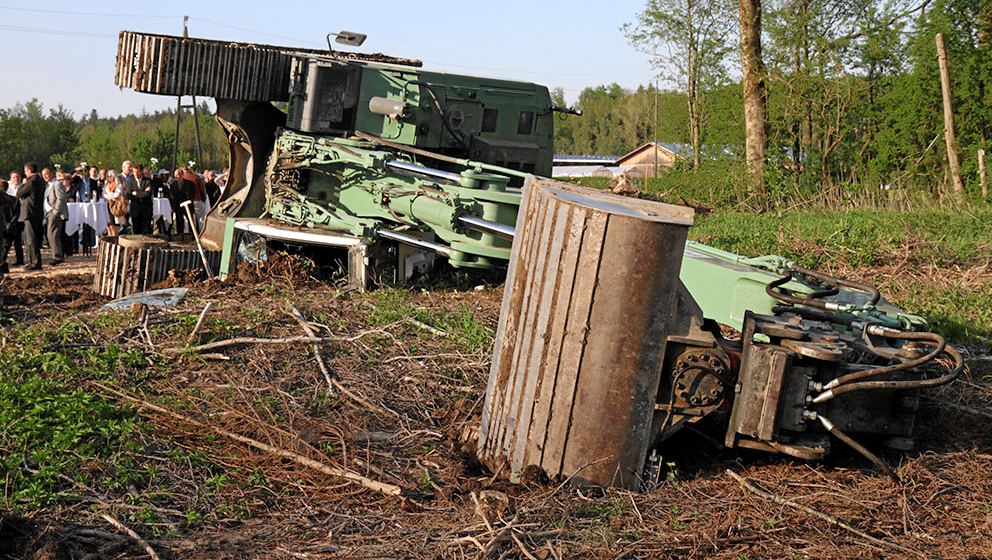
Der zur Seite gekippte Liebherr R 944

In den Ausgleichsflächen wurden im Mai 2012 leicht beschädigte, aber intakte Granaten gefunden, die vor Ort gesprengt werden mussten. In der Nähe war ein Truppenübungsplatz, zu dem seit 1938 eine Heeres-Nebenmunitionsanstalt gehörte.
Am 8. Juni 2012 wurde eine etwa 125 Kilogramm schwere US-amerikanische Fliegerbombe entdeckt und am 13. Juni entschärft. Dafür wurde ein Gebiet im Durchmesser von 400 Meter abgesperrt und evakuiert.

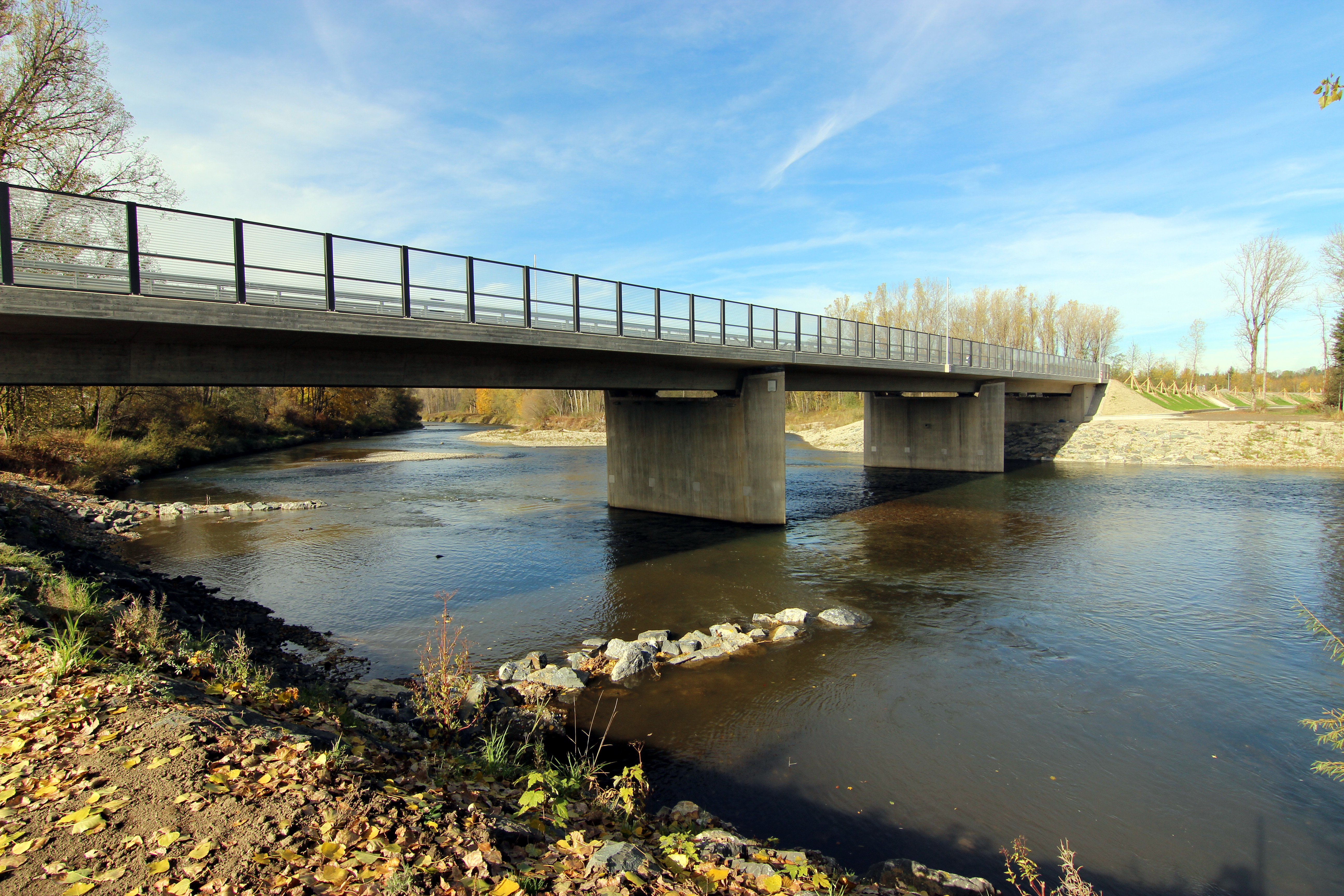
Riederaubrücke, wesentlicher Teil des Bauprojekts
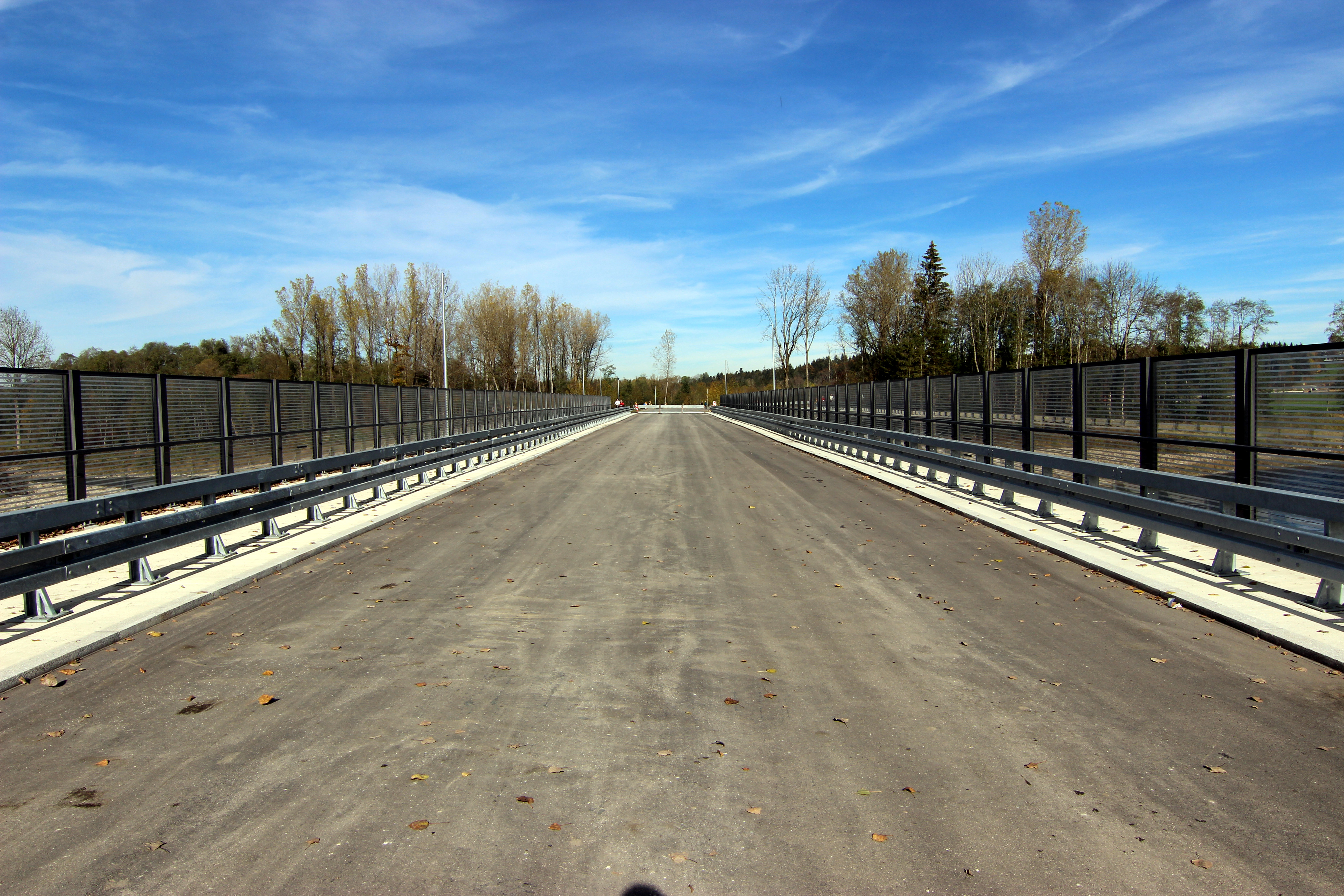
Fahrbahn auf der Brücke

### Eröffnung
Am 6. November 2015 wurde im Beisein des nach wie vor amtierenden Innenministers Herrmann die Brücke eröffnet. Reden hielten neben Herrmann zwei Geistliche sowie der Oberbürgermeister Thomas Kiechle. Dieser wies darauf hin, dass die 2012 geschätzten Kosten von 13 Millionen Euro eingehalten wurden. Herrmann verteidigte bei diesem Anlass in seiner Rede die Sicht seiner Partei zur Flüchtlingskrise und den Abschiebungen.
Begleitet wurde die Eröffnung von einem Autocorso anliegender Firmen (Abt Sportsline, Dachser) und Vereine, einem Fest in einem Gewerbebetrieb und Musik von Alphornbläsern und der Stadtmusikkapelle. Nach der Eröffnung wurden die wichtigen Amtsträger von Autos der Firma Abt transportiert. Stillen Protest leistete Stefan Albanesi (Die Linke) mit einem Plakat bezüglich der, seiner Sicht nach, schlecht aufgeklärten Koksaffäre im Allgäu durch die bayerische Justiz.

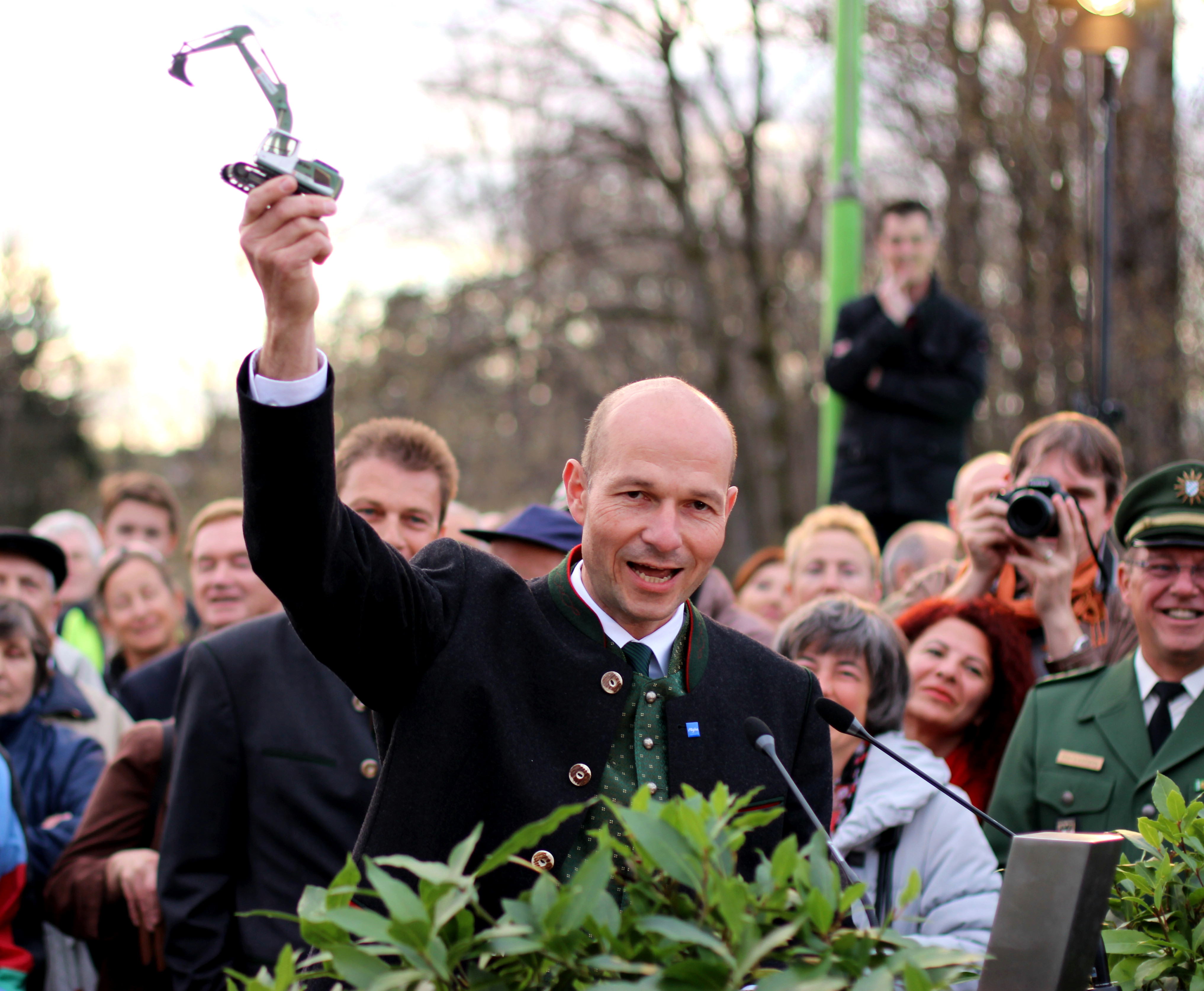
Thomas Kiechle hält einen Miniaturbagger als Erinnerung an den Spatenstichunfall von Minister Herrmann hoch. Kurze Zeit später übergab er diesen an den Minister.
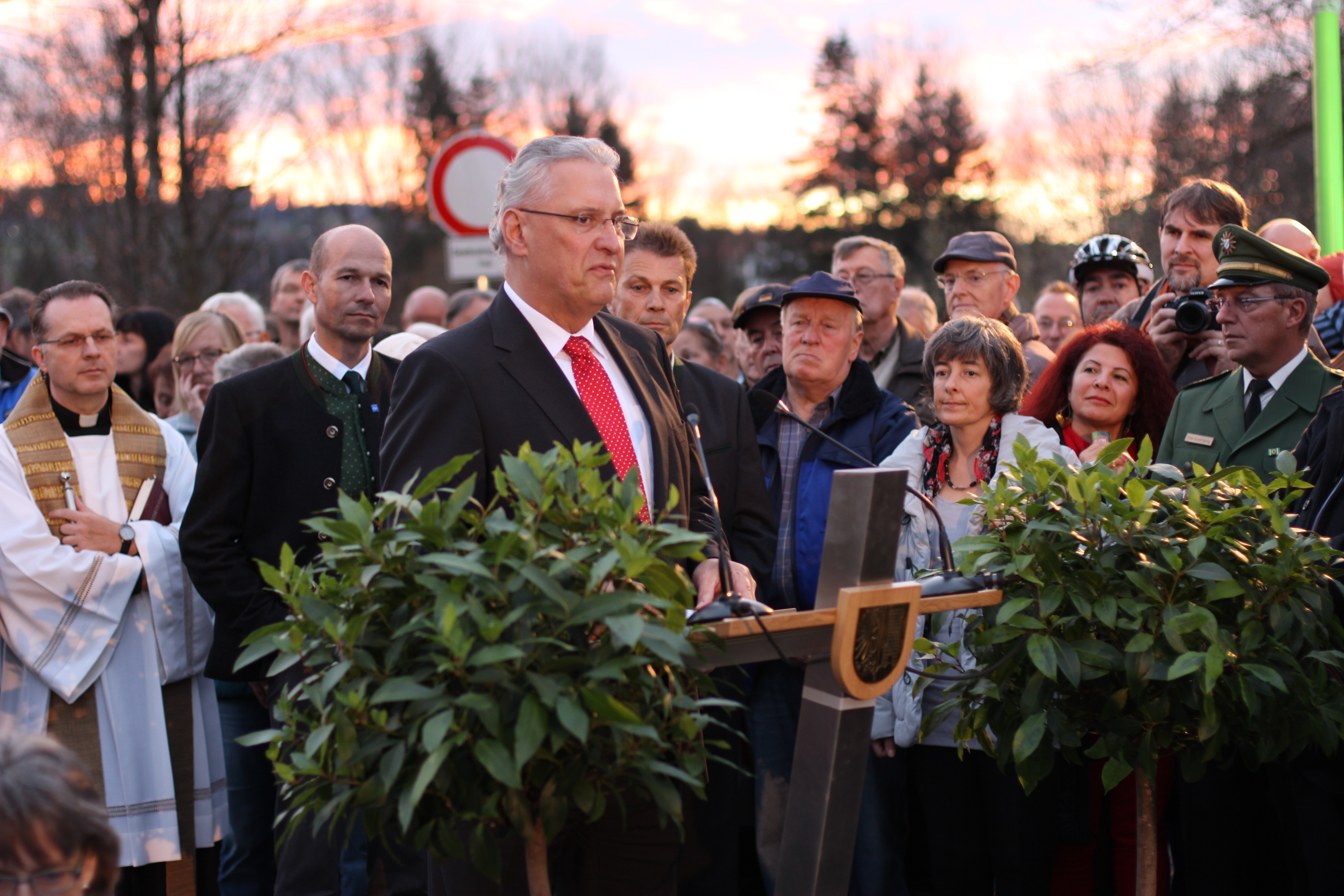
Joachim Herrmann während seiner Rede
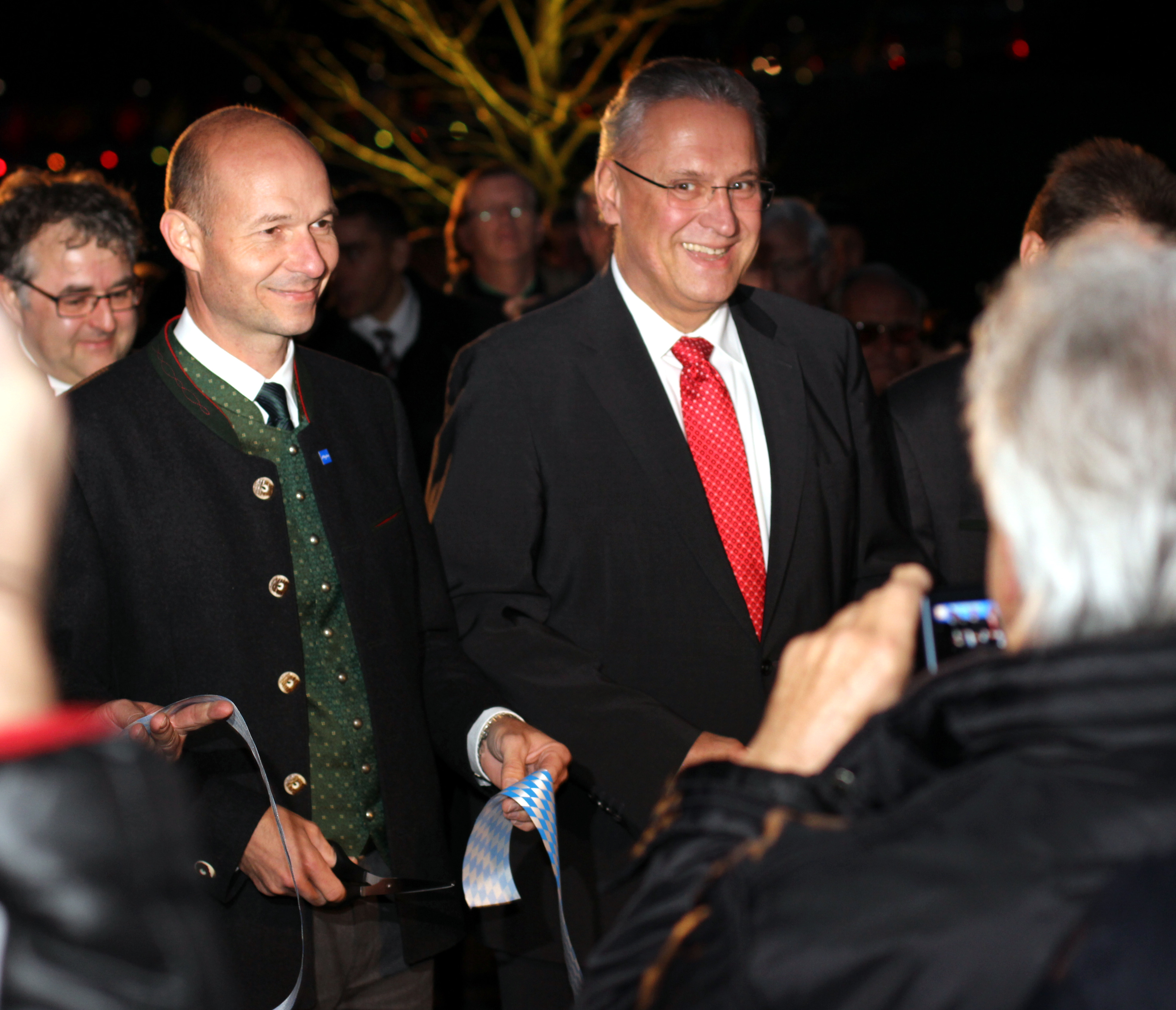
Symbolische Eröffnung der Straße: Durchschneiden des Bandes
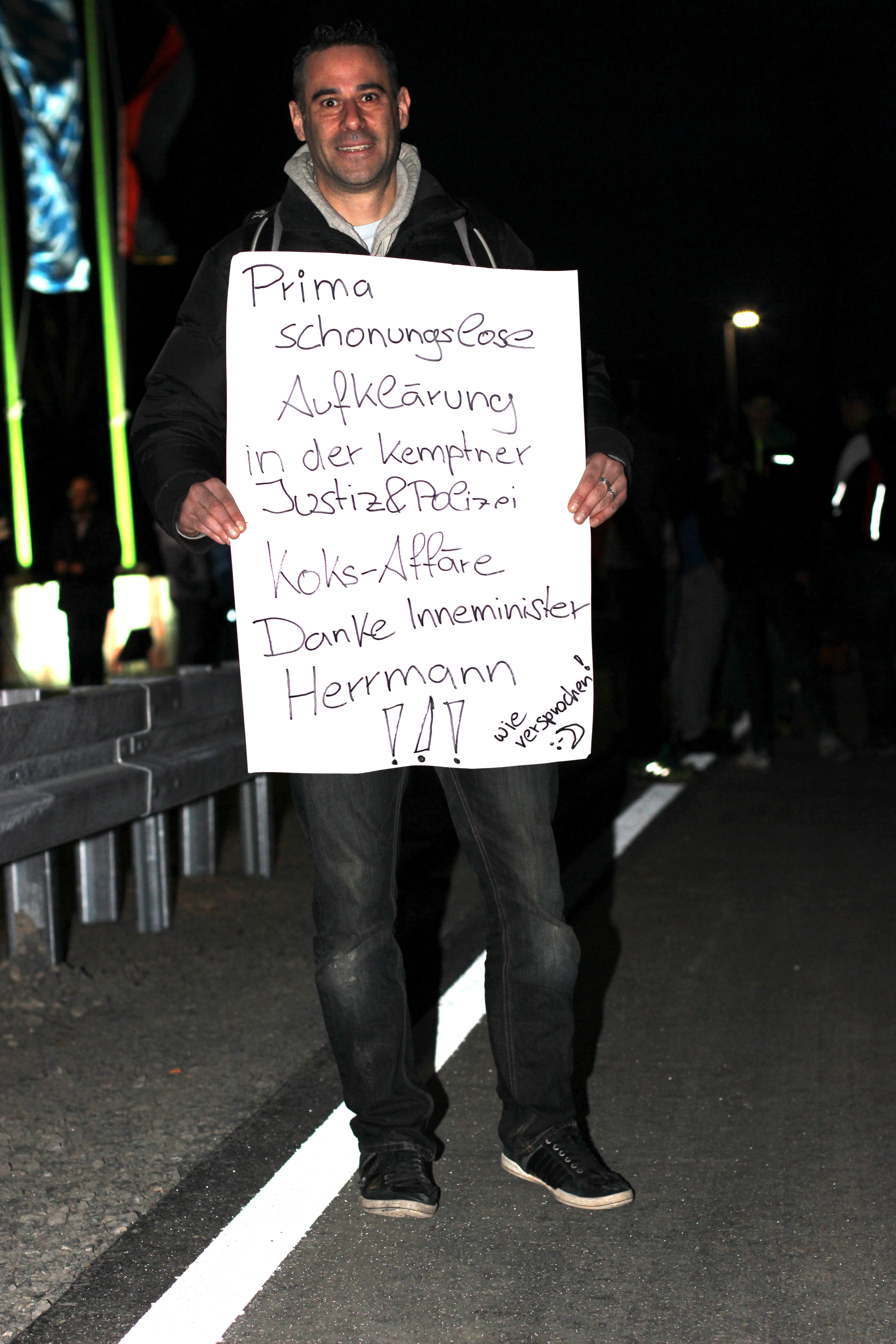
Stiller Protest: Stefan Albanesi protestierte wegen der schlecht aufgeklärten Koksaffäre im Allgäu
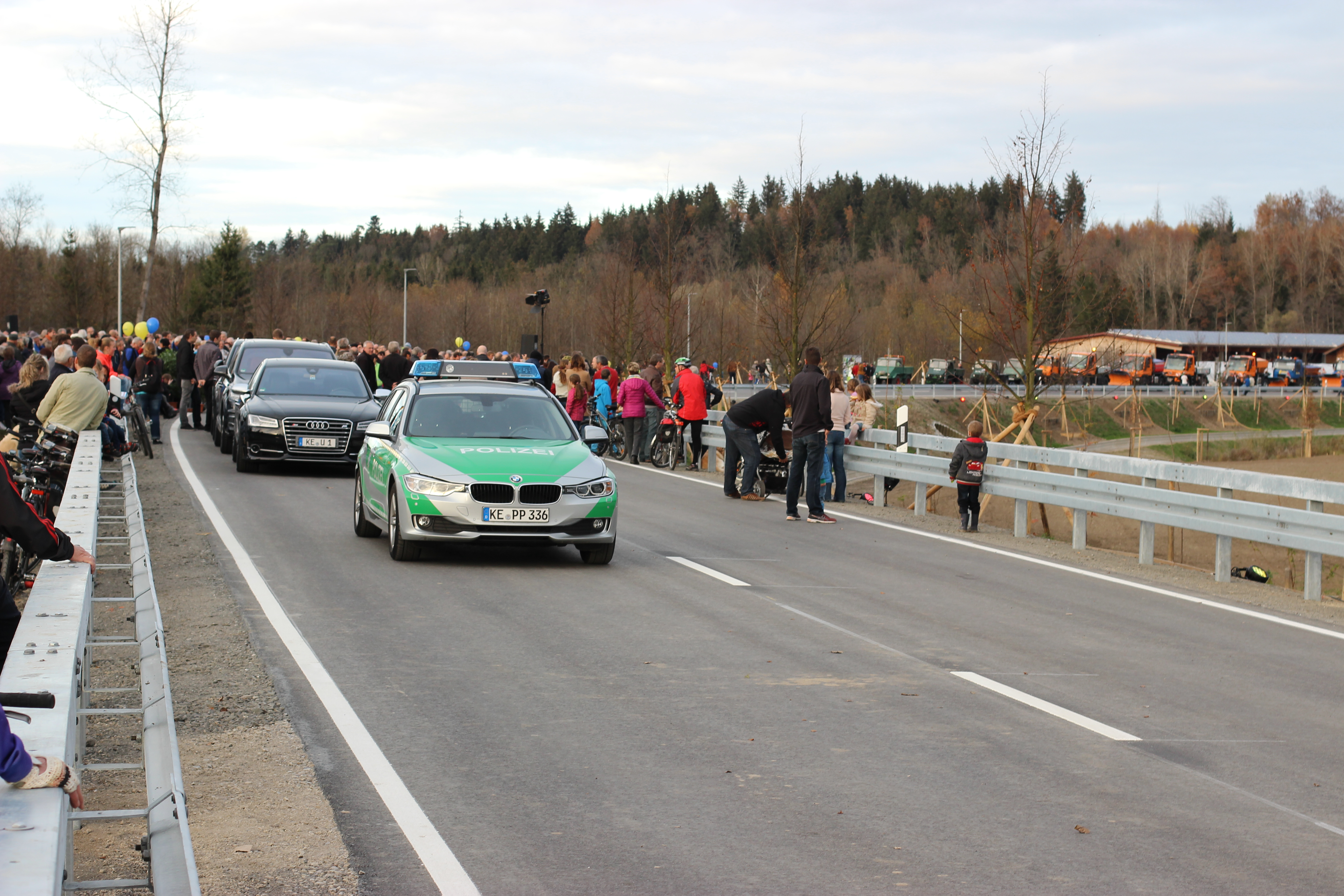
Autocorso

## Problemstellungen
Das Gebiet mit einer Gesamtfläche von 24 Hektar befindet sich im Landschaftsschutzgebiet Iller. Dort sind, als einzige Stelle in Kempten, Ameisenbläulinge an den Hängen zur Iller vertreten. Zum Ausgleich von Bodenverdichtung und der Wegnahme des Naturraumes wurde ein Amphibientunnel geschaffen sowie Kiesbänke in der Iller angelegt. Eine Vorlandabsenkung soll als Hochwasserschutz dienen, aber auch Raum für Vegetation und Tiere bieten.

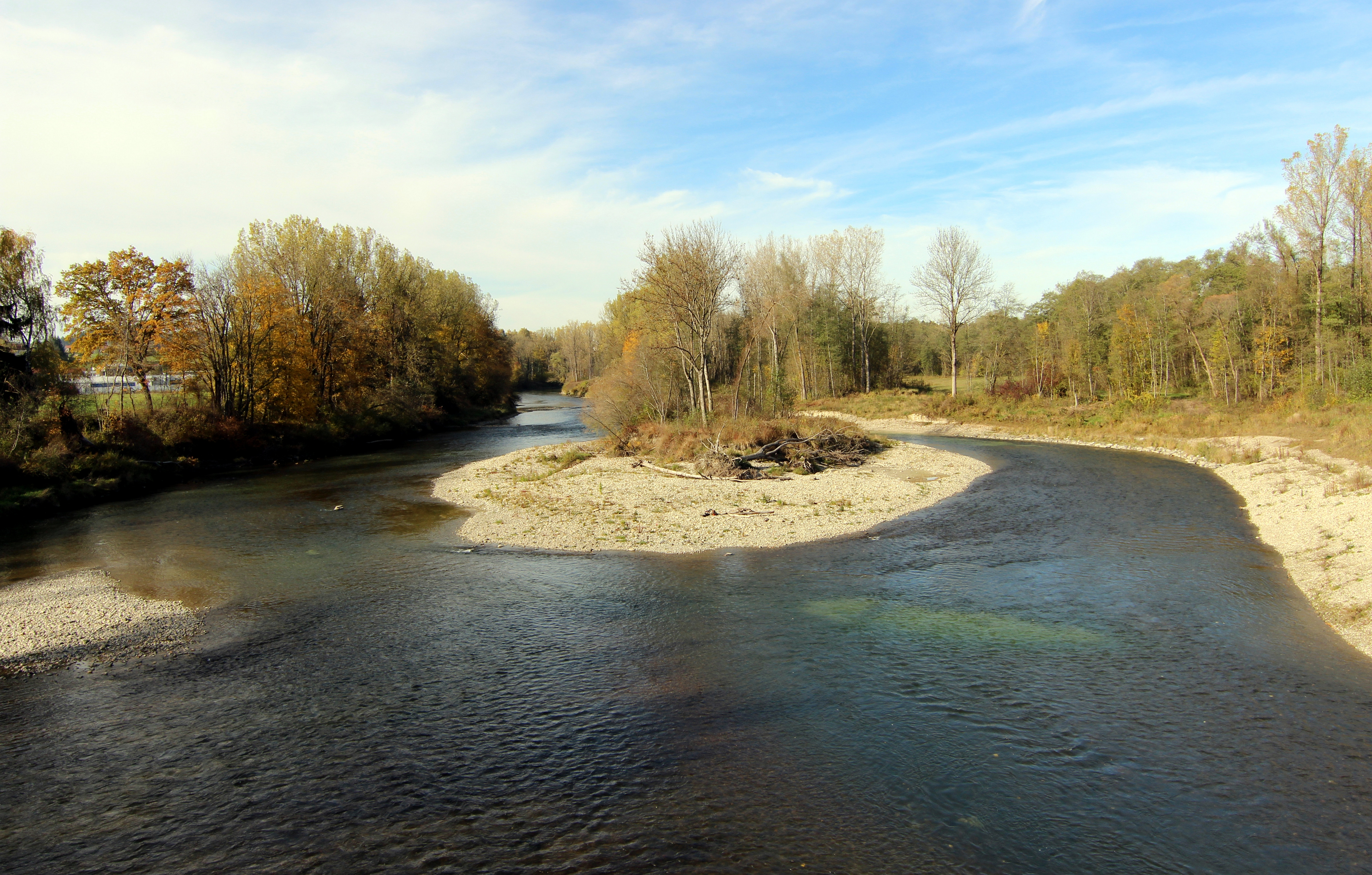
Künstlich geschaffene Kiesbank als Ausgleichsfläche
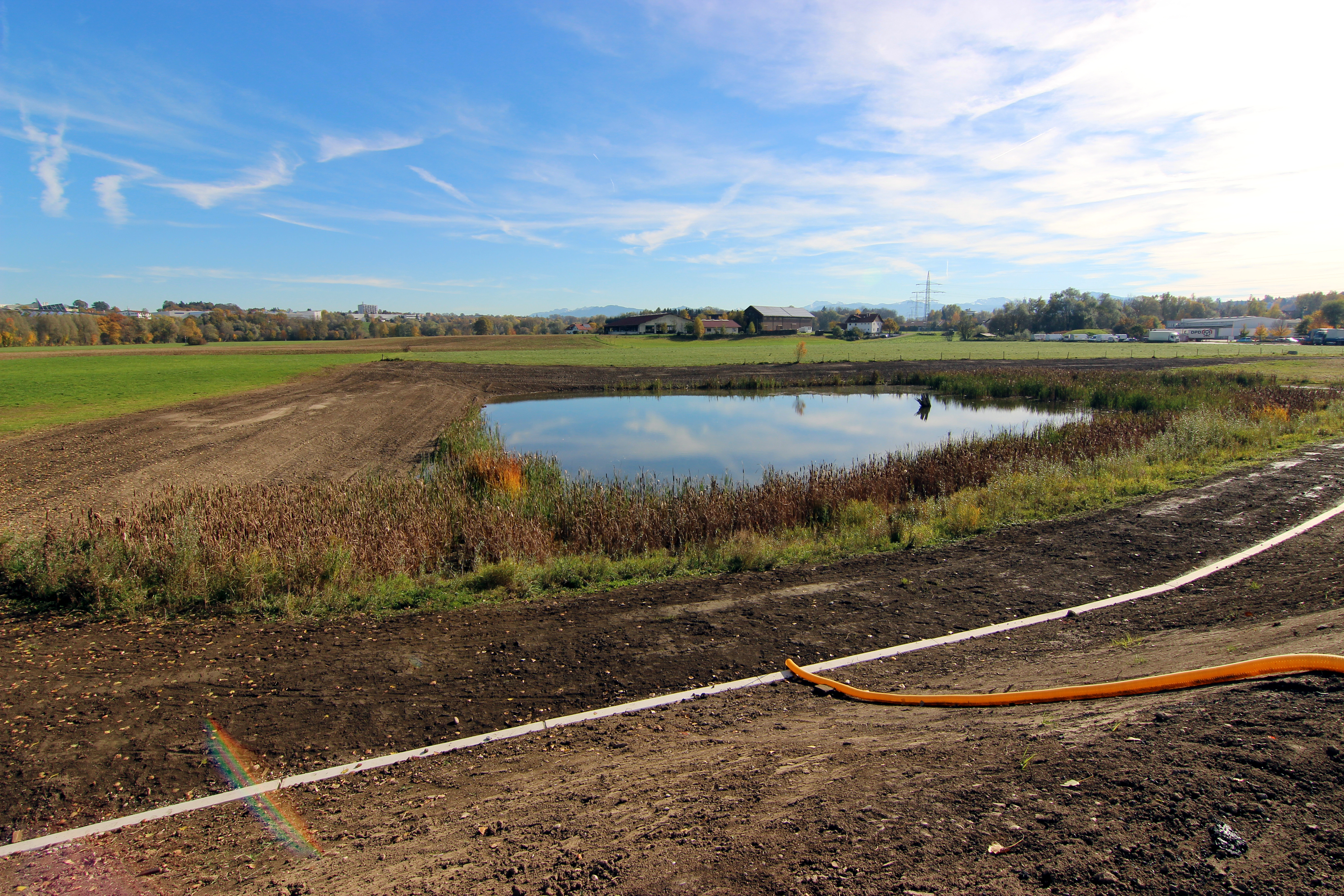
Neu geschaffenes Feuchtbiotop
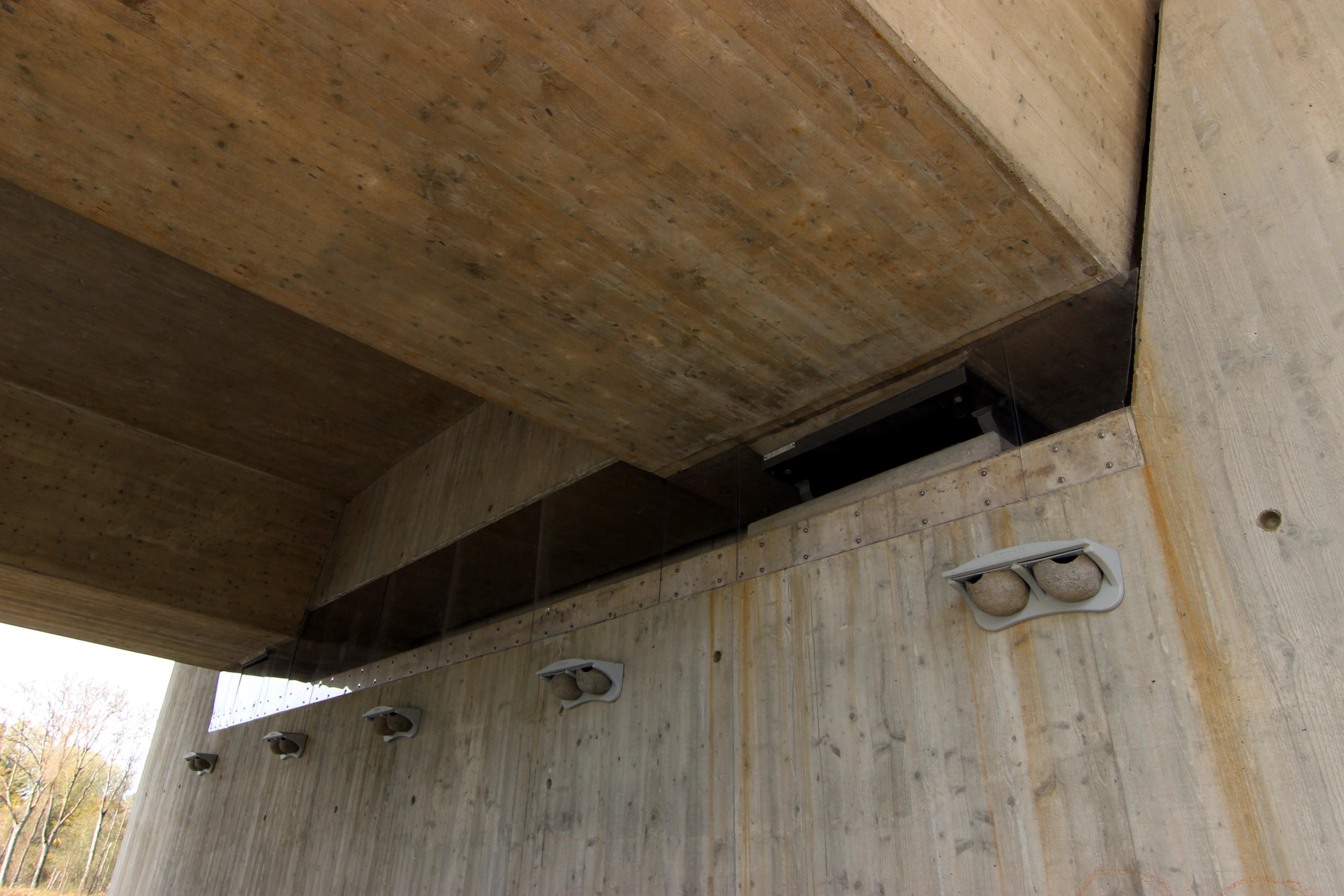
Nistmöglichkeiten unterhalb der Brücke

Die Kostensteigerung des Straßenprojektes ist auch ein Kritikpunkt der Gegner: 2007 waren 7,2 Millionen Euro für die Straßenverbindung veranschlagt, im Jahr 2012 wurde mittlerweile mit 13,1 Millionen Euro gerechnet. Die Stadtverwaltung begründete dies damit, dass sich das Projekt ständig weiterentwickelt habe und bei einigen Teilprojekten, insbesondere hinsichtlich der Ausgleichsflächen für die Iller, Uneinigkeit bestand.